# Ben Hamer
Benjamin John Hamer (nascido em 20 de novembro de 1987) é um futebolista inglês que atua como goleiro. 

## Carreira

### Reading
Tendo crescido na academia do Reading foi emprestado ao Crawley Town na temporada 2006/07, ao Brentford em 2007 a 2009 e ligeiramente ao Exeter.

### Charlton
Em 11 de Agosto de 2011 foi adquirido pelo Charlton Athletic e se tornou titular. Apesar do nervosismo no início, aos poucos conseguiu cravar seu lugar na equipe e ajudou o time a se tornar campeão na League One.

### Leicester City
Após rumores fortes, confirmou sua ida aos Foxes em maio de 2014. Debutou na vitória por 1-0 contra o Stoke City, com uma boa atuação. Entretanto, suas performances se tornaram abaixo da média ao longo do campeonato e criticadas quando Kasper Schemeichel estava se recuperando de lesão. Em janeiro, trouxeram Mark Schwarzer que estava no Chelsea para ser o substituto do dinamarquês. Na temporada 2016-17, foi goleiro titular da equipe no sexto jogo da fase de grupos da Champions, na derrota por 5-0 para o Porto.

### Huddersfield Town
Foi contratado no dia 1º de junho de 2018. No dia 8 de agosto de 2019 foi emprestado os Carneiros até o fim da temporada.

## Títulos
Brentford
- Football League Two: 2008–09

Charlton Athletic
- Football League One: 2011–12